# Campeonato Europeo de Atletismo en Pista Cubierta de 1994
El XXIII Campeonato Europeo de Atletismo en Pista Cubierta se celebró en París (Francia) entre el 11 y el 13 de marzo de 1994 bajo la organización de la Asociación Europea de Atletismo (AEA) y la Federación Francesa de Atletismo.
Las competiciones se llevaron a cabo en el Palais Omnisports de Paris-Bercy de la capital gala. Participaron 500 atletas de 40 federaciones nacionales afiliadas a la AEA.

## Resultados

### Masculino
| Evento                    | Oro                                   | Plata                                   | Bronce                                    |
| ------------------------- | ------------------------------------- | --------------------------------------- | ----------------------------------------- |
| 60 m (11.03)              | Colin Jackson Reino Unido 6,49 s      | Aléxandros Terzián · Grecia · 6,51 s    | Michael Rosswess Reino Unido 6,54 s       |
| 200 m (13.03)             | Daniel Sangouma Francia 20,65         | Vladislav Dologodin · Ucrania · 20,76   | Yeóryios Panayiotópoulos · Grecia · 20,99 |
| 400 m (13.03)             | Du'aine Ladejo Reino Unido 46,53      | Mijaíl Vdovin · Rusia · 46,56           | Rico Lieder · Alemania · 46,82            |
| 800 m (13.03)             | Andréi Loginov · Rusia · 1:46,38      | Luis Javier González · España · 1:46,69 | Ousmane Diarra Francia 1:47,18            |
| 1500 m (13.03)            | David Strang Reino Unido 3:44,57      | Branko Zorko · Croacia · 3:44,64        | Kader Chékhémani Francia 3:44,65          |
| 3000 m (13.03)            | Kim Bauermeister · Alemania · 7:52,34 | Ovidiu Olteanu · Rumania · 7:52,37      | Rod Finch Reino Unido 7:53,99             |
| 60 m vallas (12.03)       | Colin Jackson Reino Unido 7,41        | Gheorghe Boroi · Rumania · 7,57         | Mike Fenner · Alemania · 7,58             |
| Salto de altura (13.03)   | Dalton Grant Reino Unido 2,37         | Jean-Charles Gicquel Francia 2,35       | Wolf-Hendrik Beyer · Alemania · 2,33      |
| Salto con pértiga (12.03) | Piotr Bochkariov · Rusia · 5,90       | Jean Galfione Francia 5,85              | Igor Trandenkov · Rusia · 5,70            |
| Salto de longitud (13.03) | Dietmar Haaf · Alemania · 8,15        | Konstadínos Koukodímos · Grecia · 8,09  | Bogdan Tudor · Rumania · 8,07             |
| Salto triple (12.03)      | Leonid Voloshin · Rusia · 17,44       | Denis Kapustin · Rusia · 17,35          | Vasili Sokov · Rusia · 17,31              |
| Peso (11.03)              | Alexandr Bagach · Ucrania · 20,66     | Dragan Perić Yugoslavia 20,55           | Pétur Gudmundsson Islandia 20,04          |
| Heptatlón (11.03)         | Christian Plaziat Francia 6.268 pts.  | Henrik Dagård · Suecia · 6.119 pts.     | Alain Blondel Francia 6.084 pts.          |
| 5000 m marcha (13.03)     | Mijaíl Shchennikov · Rusia · 18:34,32 | Ronald Weigel · Alemania · 18:40,32     | Denis Langlois Francia 18:43,20           |

### Femenino
| Evento                    | Oro                                      | Plata                                           | Bronce                                    |
| ------------------------- | ---------------------------------------- | ----------------------------------------------- | ----------------------------------------- |
| 60 m (12.03)              | Nelli Fiere · Países Bajos · 7,17 s      | Melanie Paschke · Alemania · 7,19 s             | Patricia Girard Francia 7,19 s            |
| 200 m (13.03)             | Galina Malchugina · Rusia · 22,41        | Silke Knoll · Alemania · 22,96                  | Jacqueline Poelman · Países Bajos · 23,43 |
| 400 m (13.03)             | Svetlana Goncharenko · Rusia · 51,62     | Tatiana Alexeyeva · Rusia · 51,77               | Viviane Dorsile Francia 51,92             |
| 800 m (13.03)             | Natallia Dujnova Bielorrusia 2:00,42     | Ella Kovacs · Rumania · 2:00,49                 | Carla Sacramento Portugal 2:01,12         |
| 1500 m (13.03)            | Yekaterina Podkopayeva · Rusia · 4:06,46 | Liudmila Rogachova · Rusia · 4:06,60            | Małgorzata Rydz · Polonia · 4:06,98       |
| 3000 m (11.03)            | Fernanda Ribeiro Portugal 8:50,47        | Margareta Keszeg · Rumania · 8:55,61            | Anna Brzezińska · Polonia · 8:56,90       |
| 60 m vallas (13.03)       | Yordanka Donkova Bulgaria 7,85           | Eva Sokolova · Rusia · 7,89                     | Anne Piquereau Francia 7,91               |
| Salto de altura (12.03)   | Stefka Kostadinova Bulgaria 1,98 m       | Desislava Alexandrova-Mladenova Bulgaria 1,96 m | Sigrid Kirchmann · Austria · 1,96 m       |
| Salto de longitud (11.03) | Heike Drechsler · Alemania · 7,06        | Ljudmila Ninova · Austria · 6,78                | Inessa Kravets · Ucrania · 6,72           |
| Salto triple (13.03)      | Inna Lasovskaya · Rusia · 14,88          | Anna Biriukova · Rusia · 14,72                  | Sofia Bozhanova Bulgaria 14,52            |
| Peso (13.03)              | Astrid Kumbernuß · Alemania · 19,44      | Larisa Peleshenko · Rusia · 19,16               | Svetla Mitkova Bulgaria 19,09             |
| Pentatlón (11.03)         | Larisa Turchinskaya · Rusia · 4.801 pts. | Rita Ináncsi · Hungría · 4.775 pts.             | Urszula Włodarczyk · Polonia · 4.668 pts. |
| 3000 m marcha (12.03)     | Annarita Sidoti · Italia · 11:54,32      | Beate Gummelt · Alemania · 11:56,01             | Yelena Arshintseva · Rusia · 11:57,48     |

## Medallero
| Núm. | País         | Oro | Plata | Bronce | Total |
| ---- | ------------ | --- | ----- | ------ | ----- |
| 1    | Rusia        | 9   | 7     | 3      | 19    |
| 2    | Reino Unido  | 5   | 0     | 2      | 7     |
| 3    | Alemania     | 4   | 4     | 3      | 11    |
| 4    | Francia      | 2   | 2     | 7      | 11    |
| 5    | Bulgaria     | 2   | 1     | 2      | 5     |
| 6    | Ucrania      | 1   | 1     | 1      | 3     |
| 7    | Países Bajos | 1   | 0     | 1      | 2     |
| 7    | Portugal     | 1   | 0     | 1      | 2     |
| 9    | Bielorrusia  | 1   | 0     | 0      | 1     |
| 9    | Italia       | 1   | 0     | 0      | 1     |
| 11   | Rumania      | 0   | 4     | 1      | 5     |
| 12   | Grecia       | 0   | 2     | 1      | 3     |
| 13   | Austria      | 0   | 1     | 1      | 2     |
| 14   | Croacia      | 0   | 1     | 0      | 1     |
| 14   | España       | 0   | 1     | 0      | 1     |
| 14   | Hungría      | 0   | 1     | 0      | 1     |
| 14   | Suecia       | 0   | 1     | 0      | 1     |
| 14   | Yugoslavia   | 0   | 1     | 0      | 1     |
| 19   | Polonia      | 0   | 0     | 3      | 3     |
| 20   | Islandia     | 0   | 0     | 1      | 1     |
|      | TOTAL        | 27  | 27    | 27     | 81    |